# Nicky Blair
Pour les articles homonymes, voir Blair.
Nicky Blair est un acteur américain, né le 26 juillet 1926 à Brooklyn, New York, et mort d'un carcinome hépatocellulaire le 22 novembre 1998 à Los Angeles, en Californie (États-Unis).

## Filmographie
- 1954 : Sur la trace du crime (Rogue Cop) : Marsh
- 1955 : La police était au rendez-vous' (Six Bridges to Cross) : Clerk
- 1956 : Crashing Las Vegas (en) : Sam
- 1956 : Le Bataillon dans la nuit (Hold Back the Night) d'Allan Dwan : Papiro, a soldier
- 1956 : Behind the High Wall d'Abner Biberman : Roy Burkhardt
- 1956 : Les soucoupes volantes attaquent (Earth vs. the Flying Saucers) : Military Officer at Experiment
- 1956 : Brisants humains (Away All Boats) : Messenger
- 1956 : The Girl He Left Behind
- 1956 : Runaway Daughters (en) : Joe
- 1957 : L'Homme aux mille visages (Man of a Thousand Faces) de Joseph Pevney : Cameraman of 'Unholhy Three'
- 1957 : Femmes coupables (Until They Sail) : US Marine
- 1957 : Bombardier B-52 (Bombers B-52) : Mechanic
- 1958 : Jet Attack (en) : Radioman Chick 'Meathead' Lane
- 1958 : Submarine Seahawk (en) : Sam
- 1959 : Never Steal Anything Small (en) de Charles Lederer : Stevedore
- 1959 : Opération jupons (Operation Petticoat) : Seaman Kraus
- 1960 : Cet homme est un requin (Cash McCall) de Joseph Pevney : Pete
- 1960 : Un numéro du tonnerre (Bells Are Ringing) : Gangster
- 1960 : L'Inconnu de Las Vegas (Ocean's Eleven) : Gangster
- 1960 : Saipan (Hell to Eternity) : Martini
- 1961 : Un pyjama pour deux (Lover Come Back) : Pianist
- 1961 : La Farfelue de l'Arizona (The Second Time Around) : M. Stone
- 1962 : Un crime dans la tête (The Manchurian Candidate) : Silvers
- 1962 : Des ennuis à la pelle (40 Pounds of Trouble) : Desk clerk
- 1962 : Saints and Sinners (en) (série TV) : Charlie (unknown episodes, 1962-1963)
- 1964 : L'Amour en quatrième vitesse (Viva Las Vegas) : Shorty Fansworth
- 1967 : Chef de patrouille (First to Fight) de Christian Nyby
- 1968: Les Mystères de l'Ouest (The Wild Wild West), de Michael Garrison (série TV)
  - La Nuit de la Conjuration (The Night of the Death Maker), Saison 3 épisode 24, de Irving J. Moore : Monk
  - La Nuit du Janus (The Night of the Janus), Saison 4 épisode 18 de Irving J. Moore : Thompson
- 1969 : Three's a Crowd (TV) : Waiter
- 1971 : Les Diamants sont éternels (Diamonds Are Forever) : Doorman
- 1973 : Hunter (en) (TV)
- 1975 : M. Ricco : Nino
- 1975 : Winner Take All (TV)
- 1976 : L'Affaire Lindbergh (The Lindbergh Kidnapping Case) (TV) : Maitre'D
- 1976 : Deux Farfelus à New York (Harry and Walter Go to New York) : Charley Bullard
- 1977 : New York, New York : Cab Driver
- 1977 : Contract on Cherry Street (en) (TV) : Jeff Diamond, Waldman's Attorney
- 1978 : The Other Side of Hell (TV) : Di Salvo
- 1978 : A Question of Guilt (TV) : Carmines
- 1982 : Portrait of a Showgirl (TV) : Jerry
- 1986 : The Supernaturals (en) : Townsman
- 1986 : That's Life : Andre
- 1987 : The Alamo: Thirteen Days to Glory (en) (TV) : John Jones
- 1988 : Au fil de la vie (Beaches) : Tavern on the Green Maitre d'
- 1989 : Seule face au crime (Original Sin) (TV)
- 1989 : Limit Up : Reporter
- 1990 : Rocky 5 (Rocky V) : Fight Promoter
- 1990 : Le Parrain 3 (The Godfather: Part III) : Nicky the Casino Host
- 1991 : Une femme indésirable (An Inconvenient Woman) (TV) : Dom Belaria
- 1993 : Il était une fois le Bronx (A Bronx Tale) : Jerry